# حلقه گائو
حلقه گائو (به لاتین: Gao Cercle) یک منطقهٔ مسکونی در مالی است که در استان گائو واقع شده‌است. حلقه گائو ۳۱٬۲۵۰ کیلومتر مربع مساحت و ۲۳۹٬۸۵۳ نفر جمعیت دارد.